# Villa Spedalotto

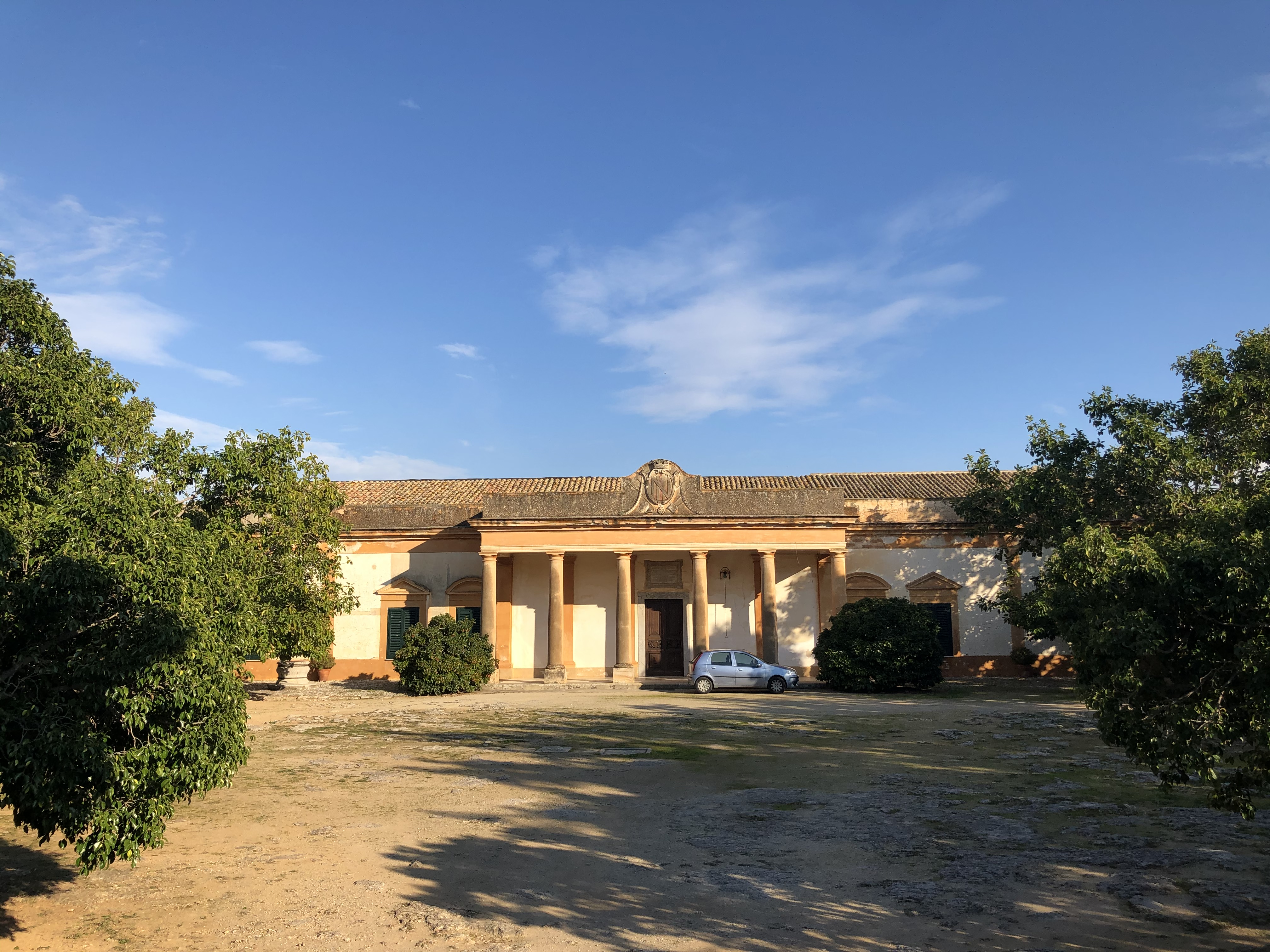
Villa Spedalotto

Die Villa Spedalotto ist ein Gebäude des Klassizismus in Santa Flavia auf Sizilien.

## Baugeschichte
Der Geburts- und Geldadel Palermos folgte insbesondere im 18. Jahrhundert dem allgemeinen Trend, sich außerhalb Palermos in Bagheria  einen Sommersitz zu schaffen. Waren es zu Beginn des 18. Jahrhunderts lediglich etwa zwanzig Villen, so zählte man gegen Ende des Jahrhunderts mehr als sechzig repräsentative Landhäuser.
Die Villa Spedalotto wurde 1783 von Don Barbaro Arezzo auf einem Hügel in Bagheria in Auftrag gegeben. Der Architekt Giovanni Emanuele Incardona, ein Schüler von Giuseppe Venanzio Marvuglia errichtete den klassizistischen Bau zwischen 1784 und 1793. Die noch nicht fertiggestellte Villa wurde 1790 vom Marchese Paternò di Spedalotto erworben. Noch heute befindet sich das denkmalgeschützte Gebäude in Besitz der Familie Paternò di Spedalotto. Von dieser Villa fertigte Karl Friedrich Schinkel während seiner Italienreise  zwischen 1803 und 1805 eine Skizze an.

## Baubeschreibung
Ursprüngliche Planungen sahen einen zweigeschossigen Bau vor. Aufgrund der Hanglage wurde der Piano nobile mit seinem geschlossenen Innenhof zum Garten hin als eingeschossige Anlage im Stil einer pompejanischen Landvilla angelegt. Am abfallenden Gelände zum Meer hin ein wurde Erdgeschoss mit Tonnengewölbe geschaffen, so dass sich hier ein zweigeschossiger Anblick mit einer breiten Terrasse bietet.
Der klassizistischen Hauptfassade wurde im späten 19. Jahrhundert eine Vorhalle mit sechs dorischen Säulen vorgelagert.
Im weitgehend erhaltenen Gebäudeinneren sind Decken und Wände mit klassizistischen Fresken und Gouache-Malereien von Elia Interguglielmi versehen, die teilweise deutlich von Simon Vouet inspiriert sind. Neben Grotesken in achteckigen Medaillons und den Grisailles mit mythologischem Inhalt sind insbesondere die allegorischen „Vier Jahreszeiten“ und die „Vier Kontinente“ erwähnenswert.